# Rue du Croissant
Rue du Croissant är en gata i Quartier du Mail i Paris andra arrondissement. Gatan är uppkallad efter en kaféskylt från år 1612; skylten visade en månskära med gyllene stjärnor. Rue du Croissant börjar vid Rue du Sentier 13 och slutar vid Rue Montmartre 144.
Vid gatan är Café du Croissant beläget. På detta kafé, som öppnade år 1820, sköts socialistledaren Jean Jaurès ihjäl år 1914.

## Omgivningar
- Notre-Dame-des-Victoires
- Boulevard Montmartre
- Boulevard Poissonnière
- Rue des Jeuneurs
- Rue d'Uzès
- Rue Saint-Joseph
- Rue Réaumur
- Rue du Sentier
- Placette Louvre-Montmartre
- Place Ghislaine-Dupont-Claude-Verlon-Camille-Lepage

## Bilder
| - Gatuskylt. - Café du Croissant. - Kyrkan Notre-Dame-des-Victoires. - Place Ghislaine-Dupont-Claude-Verlon-Camille-Lepage. |

## Kommunikationer
- Tunnelbana – linje  – Bourse
- Tunnelbana – linjerna   – Grands Boulevards
- Busshållplats Réaumur – Montmartre – Paris bussnät, linjerna 74 85 N15 N16